# Tomasz Dzwonek
Tomasz Dzwonek (ur. 15 kwietnia 1987) – polski hokeista.

## Kariera
- Zagłębie Sosnowiec II (2007–2008)
- Zagłębie Sosnowiec (2006, 2008–2013, 2014–2015)

Wychowanek i wieloletni zawodnik Zagłębia Sosnowiec. Absolwent NLO SMS PZHL Sosnowiec z 2006. W 2015 przerwał karierę.

## Sukcesy
Klubowe
- Złoty medal I ligi: 2015 z Zagłębiem Sosnowiec